# Station Moriyama
Station Moriyama (守山駅,  Moriyama-eki) is een spoorwegstation in de Japanse stad Moriyama. Het wordt aangedaan door de Biwako-lijn. Het station heeft twee sporen, gelegen aan twee zijperrons.

## Treindienst

### JR West
| 1 | ■ Biwako-lijn | richting Maibara en Nagahama |
| 2 | ■ Biwako-lijn | richting Kusatsu en Kioto    |

## Geschiedenis
Het station werd in 1912 geopend. In 1973 werd er een nieuw station gebouwd.

## Overig openbaar vervoer
Bussen van de Ōmi Spoorwegmaatschappij.